# Nadia Pinardi
 (octobre 2024).
Pour les articles homonymes, voir Pinardi.
Nadia Pinardi, née le 22 février 1956 à Bologne, est une océanographe et universitaire italienne.

## Carrière scientifique
De 1986 à 1988, elle est chercheuse postdoctorale en océanographie physique à Harvard. En 1999, elle devient professeure associée d'océanographie physique à l'Université de Bologne. Elle est chercheuse associée à l'Institut national de géophysique et de volcanologie et au Centre euro-méditerranéen sur les changements climatiques. Depuis le milieu des années 1990, Nadia Pinardi coordonne la mise en œuvre de l'océanographie opérationnelle en mer Méditerranée pour le Global Ocean Observing System (en) de l'UNESCO. Elle est directrice du Groupe national d'Océanographie opérationnelle à l'Institut national d'Océanographie et de Géophysique expérimentale (OGS, basé en Italie)  et coprésidente du Comité mixte d'océanographie et de météorologie marine de l'Organisation météorologique mondiale.

## Distinction
En 2007, Nadia Pinardi reçoit la médaille Fridtjof Nansen de l'Union européenne des géosciences (EGU) et, en 2008, la médaille Roger Revelle de l'UNESCO. En 2015, elle est décorée de l'Ordre du Mérite de la République italienne.

## Publications
Son livre Misurare il mare (2009) reçoit le prix Sanremo "Libro del mare" du meilleur livre scientifique de vulgarisation sur la mer.